# Relaciones España-Yemen
Las relaciones España-Yemen son las relaciones bilaterales entre estos dos países. Yemen tiene una embajada en Madrid. España tiene una embajada en Saná.

## Relaciones bilaterales
La Embajada de España en el Yemen fue inaugurada en abril de 2006. Con esta apertura se buscó impulsar las relaciones bilaterales entre ambos países, centrándose dicha cooperación en determinados aspectos:
- Cooperación al Desarrollo: Yemen no figura en el Plan Director de la Cooperación Española para el periodo 2012-14. Es importante que España se convierta en donante bilateral para ayudar a la promoción de la estabilidad política, social y económica de este país.
- Comercio: Yemen es un país con posibilidades para España, los sectores que más interés revisten son: la pesca, las infraestructuras y los recursos naturales. En este sentido se han firmado una serie de Memorandos y Convenios bilaterales para la colaboración bilateral en los diferentes sectores.
- Consulares: Tras el traslado a España en julio de 2010 del ciudadano español condenado a muerte en Yemen Nabil Manakli, los asuntos consulares se han normalizado y se centran hoy en la protección de la colonia española en el actual contexto de crisis. En este sentido, la Embajada evacuó al grueso de la colonia en marzo de 2011, excepción hecha de aquellos de sus miembros que decidieron permanecer en Yemen voluntariamente.

## Relaciones económicas
No hay empresas españolas establecidas en Yemen, si bien algunas multinacionales están presentes en el mercado a través de contratos de distribución.
Los sectores más prometedores para las empresas españolas son, sin duda, las infraestructuras, el de derivados de la pesca y el del desarrollo y rehabilitación de zonas turísticas. A ello es posible que se una, en los próximos años, la desalinización de agua del mar. Un sector nada explotado y acaso interesante para las empresas españolas es el de las energías renovables. La energía solar no está apenas explotada en Yemen y sería un nicho de negocio importante en este momento de caída drástica en la producción de petróleo.
En 2011, la empresa, “La Maquinista Valenciana” suscribió un contrato para la instalación de cinco faros en sendas islas del Mar Rojo. Igualmente, varias empresas han mostrado su interés por concurrir a diversos concursos de obras convocados por el Gobierno del Yemen, y que es posible se concreten a lo largo de 2012: en concreto, los proyectos de la central eólica de Moka, el tendido de una red de alta tensión, la obra y acondicionamiento de la nueva terminal del Aeropuerto Internacional de Saná y el sistema de comunicaciones internas del Ministerio del Interior.